# قناة واو
قناة واو هي قناة تلفزيونية منوعة تابعة  للمؤسسة اللبنانية للإرسال، أطلقها الشيخ بيار الضاهر عام 2001،تبث على مدى 24ساعة متواصلة من افيدزانو إيطاليا، تقدم برامج ترفيهية وبرامج ألعاب منها برنامج "شباب"—مجلة الشباب التلفزيونية المفعمة بالحيوية، و"تعليق سي قاسي"، البرنامج المرح بمواضيعه السياسية وبرنامج LI MAZA ، هذا بالإضافة إلى بث برامج من إنتاج LBC الفضائية اللبنانية، من بينها تيليسبورت وتيلي أوتو وحوار العمر وسينما 2001 ومنع في لبنان كما تنقل برامج القناة الأرضية المؤسسة اللبنانية للإرسال ،أغلقت القناة عام 2009 بسبب الخلافات مع الوليد بن طلال.